# Ibrohimxalil Yoʻldoshev
Ibrohimxalil Xabibulla oʻgʻli Yoʻldoshev (* 14. Februar 2001 in Yangiyer) ist ein usbekischer Fußballspieler.

## Karriere

### Verein
Yoʻldoshev begann seine Karriere bei Paxtakor Taschkent. Im Oktober 2019 debütierte er gegen den FK Soʻgʻdiyona Jizzax in der Superliga. Dies blieb in der Saison 2019 sein einziger Einsatz, mit Paxtakor wurde er zu Saisonende Meister. Zur Saison 2020 wurde er an den Ligakonkurrenten Bunyodkor Taschkent verliehen. Für Bonyodkor kam er während der Leihe zu 21 Einsätzen. Nach dem Ende der Leihe kehrte er zur Saison 2021 wieder zu Paxtakor zurück.
Nach zwölf weiteren Einsätzen für den Hauptstadtklub wechselte er im August 2021 nach Russland zum FK Nischni Nowgorod. In seiner ersten Spielzeit in Russland kam er zu 19 Einsätzen in der Premjer-Liga. In der Saison 2022/23 absolviert er 28 Spiele für Nischni Nowgorod. In der Saison 2023/24 kam er bis zur Winterpause viermal zum Zug.
Im Januar 2024 wurde Yoʻldoshev nach Kasachstan an den FK Qairat Almaty verliehen.

### Nationalmannschaft
Yoʻldoshev spielte 2020 für die usbekische U-19-Auswahl. Im September 2020 debütierte er in einem Testspiel gegen Tadschikistan im A-Nationalteam.